# 부꽝현
부꽝현(베트남어: Huyện Vũ Quang / 縣霧光)은 베트남 북중부 지방 하띤성의 현이다.

## 행정 구역
부꽝현은 1시진, 9사를 관할하고 있다.

### 시진
- 부꽝 시진 (Thị trấn Vũ Quang, 霧光市鎭)

### 사
- 언푸 사 (Xã Ân Phú, 恩富社)
- 득봉 사 (Xã Đức Bồng, 德蓬社)
- 득장 사 (Xã Đức Giang, 德江社)
- 득흐엉 사 (Xã Đức Hương, 德香社)
- 득리엔 사 (Xã Đức Liên, 德連社)
- 득린 사 (Xã Đức Lĩnh, 德嶺社)
- 흐엉민 사 (Xã Hương Minh, 香明社)
- 꽝토 사 (Xã Quang Thọ, 光壽社)
- 토디엔 사 (Xã Thọ Điền, 壽田社)